# شعمک (غور)
شعمک روستایی در ولسوالی فیروز کوه از ولایت غور در کشور افغانستان است.